# Hrvatski savez informatičara
Hrvatski savez informatičara (HSIN), je savez koji se bavi pružanje pomoći i sustavnim radom s mladim informatičarima.

## Povijest
Sustavan rad s mladim informatičarima jedna je od središnjih zadaća Hrvatskog saveza informatičara, osnovanog sredinom 1985., a obasiže skrb o programu rada i pružanje pomoći svojim članicama, organizaciju državnog prvenstva, kampa i zimske škole mladih informatičara, organizaciju pripreme i sudjelovanja hrvatskih mladih informatičara na međunarodnim natjecanjima, informatičkim školama i manifestacijama, stalni natječaj za softverske radove mladih informatičara i prezentaciju radova mladih informatičara.
Tijekom petogodišnjeg razdoblja (1991. – 1996.), od kada HSIN starta s profesionalnim tajnikom, udio se mladih informatičara u đačkoj populaciji sustavno povećava, a kriteriji izbora sudionika nacionalnih smotri i natjecanja drastično su pooštreni: dok je 1990. svaki šesti sudionik općinske i gradske smotre i natjecanja imao priliku doći na državno prvenstvo, godine 1996. izglede je imao svaki dvadeseti.
Mladim informatičarima izraženijih predispozicija i sklonosti za ovo područje namijenjeni su kamp i zimske škole, stalni natječaj za softverske radove i prezentacija radova na izložbama i informatičkim tribinama.
Na kampu mladih informatičara Hrvatske, koji je od 1994. godine međunarodni, sudionici rade u računarskim radionicama, koje kvalitetno opremaju sponzori, po skupinama koje imaju svoje voditelje. Svake godine kamp ima više termina (turnusa), po pravilu u sedmodnevnom trajanju, koji su programski podešeni osobinama sudionika. Pored toga za sve sudionike održavaju se predavanja o najrecentnijim tendencijama u razvoju informatike.
U svim tim oblicima rada potvrdilo se, da danas u Hrvatskoj djeluje dvadesetak mladih informatičara čiji su učinci znanja na razini onih profesionalnih informatičara.
Učinkovitost takvog sustava rada dokazana je zapaženim uspjesima hrvatskih mladih informatičara srednjoškolskog uzrasta na međunarodnim natjecanjima. Ti su uspjesi potvrđeni i odlukom okruglog stola profesora informatike iz šest srednjoeuropskih zemalja (Češka, Mađarska, Poljska, Rumunjska, Slovačka i Slovenija) i Hrvatske na kampu mladih informatičara Hrvatske 1994. godine, da se natjecanje mladih informatičara srednjoeuropskih zemalja 1996. godine, popularni CEOI, održi u Republici Hrvatskoj.

## Škole

### Zimske škole
Hrvatski savez informatičara organizira zimske škole informatike od 1996., u trajanju osam do deset dana. Od 2004. do danas održava se u Krapini u suradnji sa Srednjom školom Krapina i Krapinskim informatičkim klubom KRIK. 21. zimska škola informatike - Krapina 2016. okupila je 228 polaznika i 16 predavača u 18 radionica uključujući Algoritme za srednje škole, WEB napredne te Java aplikacije za Android za srednje škole.

### Ljetni kampovi
Ljetni kamp mladih informatičara Hrvatske od 2008. održava se u gradu Krku u suradnji s Klubom informatičara otoka Krka i OŠ F. K. Frankopana iz Krka. 25. kamp - Krk 2015. okupio je 98 polaznika za koje je bilo organizirano 13 radionica koje vode stručni suradnici HSIN-a i Kluba informatičara otoka Krka. Od 2012. na Kampu se održava Juniorska hrvatska informatička olimpijada.

## Natjecanja

### Hrvatsko otvoreno natjecanje u informatici
Hrvatski savez informatičara 2006. pokrenuo je hrvatsko otvoreno natjecanje u informatici (engl. Croatian Open Competition in Informatics), natjecanje u programiranju putem Interneta po uzoru na druga međunarodna informatička natjecanja, s ciljem priprema učenika osnovnih i srednjih škola Hrvatske za informatička natjecanja, te za natjecanja i pripreme mladih informatičara Europe i Svijeta prije međunarodnih natjecanja. Hrvatsko otvoreno natjecanje u informatici pohvaljeno je od Međunarodnog informatičkog olimpijskog odbora koji nadzire međunarodnu informatičku olimpijadu. Natjecanje se sastoji od osam zadataka na algoritamskoj ili matematičkoj osnovi koje učenici rješavaju tri sata. Svake školske godine HONI se održava kroz šest ili sedam kola natjecanja.

## Program rada i ciljevi
Ti se povezani oblici rada izrazito dinamički razvijaju, a Hrvatski savez informatičara - svjestan izuzetne uloge informatike u razvitku hrvatskog društva - čitavim sustavom rada želi pobuditi i potaknuti interes što većeg broja mladih za informatiku, pridonijeti podizanju razine informatičkog znanja i osposobljavanja mladeži, te identificirati i dodatno stimulirati ponajbolje mlade informatičare na daljnje napore.
Program je postavljen tako da omogućuje i identifikaciju i poticanje mladih informatičara izrazitih sklonosti i predispozicija sustavom praćenja, čemu služe vertikala školskih, općinskih, gradskih, županijskih i državnih natjecanja i smotri, te diferencirani sadržaji za ponajbolje pojedince (kamp i zimska škola mladih informatičara te natječaj za softverske radove, nastup na INFO i drugo).
Hrvatski savez informatičara tom skrbi ostvaruje temeljne ciljeve slobodnih izvanškolskih i izvannastavnih aktivnosti u informatici. U radu udruga, klubova i sekcija mladih informatičara tijekom školske godine, kao najpogodnijem metodičkom obliku, učenici neposrednim sudjelovanjem u rješavanju problema znanstvenim i tehničkim sredstvima pod voditeljstvom mentora stječu znanstveni pristup stvarnosti i razvijaju stvaralačko ponašanje.
Usvajanje znanja i zadovoljavanje interesa mladih kreativnim bavljenjem informatičkim i računarskim sadržajima presudno je za inventivnost i međunarodnu konkurentnost nacionalnog gospodarstva, za prekoračenje praga nove faze industrijske revolucije i ulazak Hrvatske u informatičko društvo.

## Vanjske poveznice
- službene stranice Hrvatskog saveza informatičara